# Шенон (Мисисипи)
Шенон (енгл. Shannon) град је у америчкој савезној држави Мисисипи.

## Демографија
По попису из 2010. године број становника је 1.753, што је 96 (5,8%) становника више него 2000. године.
| Група             | 2000.       | 2010.       |
| Белци             | 731 (44,1%) | 740 (42,2%) |
| Афроамериканци    | 898 (54,2%) | 943 (53,8%) |
| Азијати           | 2 (0,1%)    | 5 (0,3%)    |
| Хиспаноамериканци | 26 (1,6%)   | 38 (2,2%)   |
| Укупно            | 1.657       | 1.753       |